# Heremietkreeften
heremietkreeften of heremietkrabben (Paguroidea) zijn tienpotige kreeftachtigen die bekend zijn om de gewoonte een slakkenhuisje te bewonen als bescherming voor het kwetsbare achterlijf.
Er zijn over de wereld ongeveer vijfhonderd bekende heremietkreeftsoorten. Het merendeel leeft in water, maar er zijn ook enkele soorten bekend die op land leven.
In Nederland en België is de bekendste soort de gewone heremietkreeft. De bekendste soort is wellicht de kokoskrab (Birgus latro), dit is ook de grootste vertegenwoordiger.

## Ethologie
De heremietkreeft is bekend door het gebruik van een lege schelp, meestal een slakkenhuis, als bescherming voor het weke achterlijf. Er zijn echter ook variëteiten die wel een eigen schild als bescherming hebben.
Meerdere soorten heremietkreeften, zowel in het water als op het land, maken gebruik van "sociale netwerken" om nieuwe schelpen te vinden: wanneer een heremietkreeft een nieuwe, grotere schelp vindt, gaan verschillende andere individuen zich er rond verzamelen en vormen ze een soort wachtrij van groot naar klein. Wanneer een heremietkreeft aankomt die voldoende groot is voor de lege schelp, zet dit een kettingreactie in gang: de grootste kreeft betrekt de lege schelp, de tweede grootste kruipt snel in de pas verlaten schelp, enzovoort. Heremietkreeften die op het land leven bewerken de schelpen die ze vinden waardoor die lichter en ruimer worden. Omdat schelpen op het land eerder zeldzaam zijn, rukken de kreeften hun soortgenoten soms los uit hun schelp om zo zelf een grotere te kunnen krijgen. Ook bij die soorten verzamelen de kreeften zich. Kreeften die uit hun schelp worden gerukt en uiteindelijk met te kleine schelpen achterblijven, hebben dan meer kans om door een roofdier gegrepen te worden.

## Systematiek
Deze superfamilie is opgedeeld in de volgende families :
- Coenobitidae Dana, 1851
- Diogenidae Ortmann, 1892
- Paguridae Latreille, 1802
- Parapaguridae Smith, 1882
- Pylochelidae Spence Bate, 1888
- Pylojacquesidae McLaughlin & Lemaitre, 2001